# Apostasie dans l'islam
Vous pouvez aider à l'améliorer ou bien discuter des problèmes sur sa page de discussion.
- Il ne cite pas suffisamment ses sources. Vous pouvez indiquer les passages à sourcer avec {{référence nécessaire}} ou {{Référence souhaitée}}, et inclure les références utiles en les liant aux notes de bas de page. (Marqué depuis octobre 2016)
- Son texte doit être wikifié : il ne correspond pas à la mise en forme Wikipédia (style, typographie, liens internes, liens entre les wikis, etc.). (Marqué depuis juillet 2023)
- Il doit être recyclé. La réorganisation et la clarification du contenu sont nécessaires. (Marqué depuis décembre 2018)

- Archive Wikiwix
- Bing
- Cairn
- DuckDuckGo
- E. Universalis
- Gallica
- Google
- G. Books
- G. News
- G. Scholar
- Persée
- Qwant
- (zh) Baidu
- (ru) Yandex
- (wd) trouver des œuvres sur Wikidata

L’apostasie en islam (arabe : riddah, ردة ou irtidād, ارتداد, « recul, défection, rebond ») est communément définie comme le fait, pour un musulman, d'abandonner consciemment l'islam, que ce soit au travers de ses paroles ou de ses actes,,. Cela comprend l'acte de conversion à une autre religion ou le rejet de la foi pour devenir irréligieux par une personne née dans une famille musulmane ou ayant auparavant accepté l'islam. La définition de l'apostasie en islam, et la question de savoir si et comment elle devrait être punie, sont des sujets de controverse et les opinions diffèrent à ce sujet,,.
Selon la doctrine juridique classique, l'apostasie de l'islam comprend non seulement la renonciation explicite à la foi islamique (que ce soit pour une autre religion ou n'importe quelle forme d'irréligiosité : déisme, agnosticisme, athéisme, antithéisme, etc.), mais aussi tout acte ou toute parole qui implique la mécréance (kufr), comme le fait de nier un « principe ou une croyance fondamentale » de l'islam. Les jurisconsultes (fuqahā') musulmans n'ont pas formulé de règles générales pour établir la mécréance, mais ont plutôt dressé des listes, parfois longues, de paroles et d'actes qui relèvent, selon eux, de l'apostasie. Les règles relatives à l'apostasie ne concernent pas les personnes qui ont été contraintes d'embrasser l'islam, ou bien à l'inverse qui ont été contraintes de prononcer des paroles ou d'effectuer des actes de mécréance pour préserver leurs vies dans un contexte de persécution ou de guerre (voir Taqiyyah ou Kitman),.
Jusqu'à la fin du XIXe siècle, l'écrasante majorité des jurisconsultes, sunnites et chiites, s'accordaient à dire que l'apostasie était un grand crime, un immense péché et un acte de trahison passible de la peine de mort,, généralement après une période d'attente pour permettre à l'apostat de se repentir et ainsi de retourner à l'islam,,,. Le type d'apostasie que les juristes jugeaient généralement punissable était de nature politique, bien qu’il y ait des divergences d’opinion juridiques considérables à ce sujet. Wael B. Hallaq affirme que « [dans] une culture dont la religion, les principes religieux et la moralité religieuse sont la pierre angulaire, l’apostasie est en quelque sorte l'équivalent de la haute trahison dans l’État-nation moderne. ». Les premiers fuqahā' ont développé des institutions juridiques pour contourner cette punition sévère, et la ligne rouge pour condamner quelqu'un à la peine de l'apostat a été placée si haut que pratiquement aucun verdict n'a été rendu dans ce sens avant le XIXe siècle du calendrier grégorien. Cependant, par la suite, les fuqahā' ont abaissé cette ligne rouge pour appliquer la peine de mort, laissant aux Qadah une plus large liberté d'interprétation pour caractériser l'apostasie, ce qui s'est traduit parfois par de la clémence et d'autres fois par de la sévérité. À la fin du XIXe siècle, le recours à des sanctions pénales pour l’apostasie est tombé en désuétude, bien que des sanctions civiles soient toujours appliquées.
Selon Abdul Rashied Omar, la majorité des fuqahā' contemporains continuent de considérer l’apostasie comme un crime méritant la peine de mort. Certains la considèrent comme une forme de crime religieux, d'autres non,,. D’autres soutiennent que la peine de mort est une sanction inappropriée,,,, incompatible avec les injonctions coraniques comme « Nulle contrainte en religion ! » (2:256) ou les versets 21 et 22 de la sourate 88, Al-Ghashiya (L’Enveloppante), et/ou qu'il s'agissait d'une loi humaine adoptée par la première communauté musulmane pour prévenir et punir l'équivalent de la désertion ou de la trahison, et qu'elle ne devrait être appliquée que si l'apostasie devient un mécanisme de désobéissance et de trouble à l'ordre public (fitna). Selon Khaled Abou El Fadl, les musulmans « modérés » (en) ne croient pas que l'apostasie requiert une peine. Les critiques, font valoir que la peine de mort ou tout autre peine pour l'apostasie de l'islam constitue une violation des droits universels de la personne, et que cette question devrait uniquement relever de la liberté de religion ou de pensée,.
En 2014, les lois de divers pays à majorité musulmane prescrivent pour l'apostat (arabe : مرتد, murtadd) des peines allant de l'emprisonnement à l'exécution,. Dans certains pays, les tribunaux de la charia se servent du code civil pour dissoudre le mariage de l’apostat et le priver de ses droits à la garde des enfants ou à l’héritage,. Ces 40 dernières années, trois gouvernements internationalement reconnus ont exécuté quatre individus pour apostasie de l'islam : le Soudan en 1985, l'Iran en 1989 et 1998 et l'Arabie saoudite en 1992. En 2013, l'apostasie de l'islam était couvert par les lois pénales de 23 pays à majorité musulmane. L'article 6 de la Constitution tunisienne de 2014 prohibe les accusations d'apostasie (takfīr). Selon un sondage du Pew Research Center, mené entre 2008 et 2012, la proportion de musulmans soutenant la peine capitale pour l'apostat allait de 0,4 % au Kazakhstan à 78,2% en Afghanistan.

## Châtiment

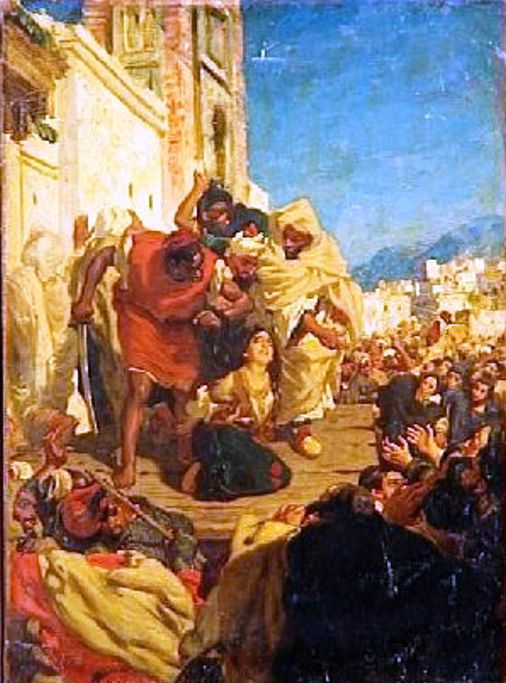
Exécution d'une Juive marocaine (Sol Hachuel), peinture d'Alfred Dehodencq, datant de 1860.

### Les guerres de (la) ridda

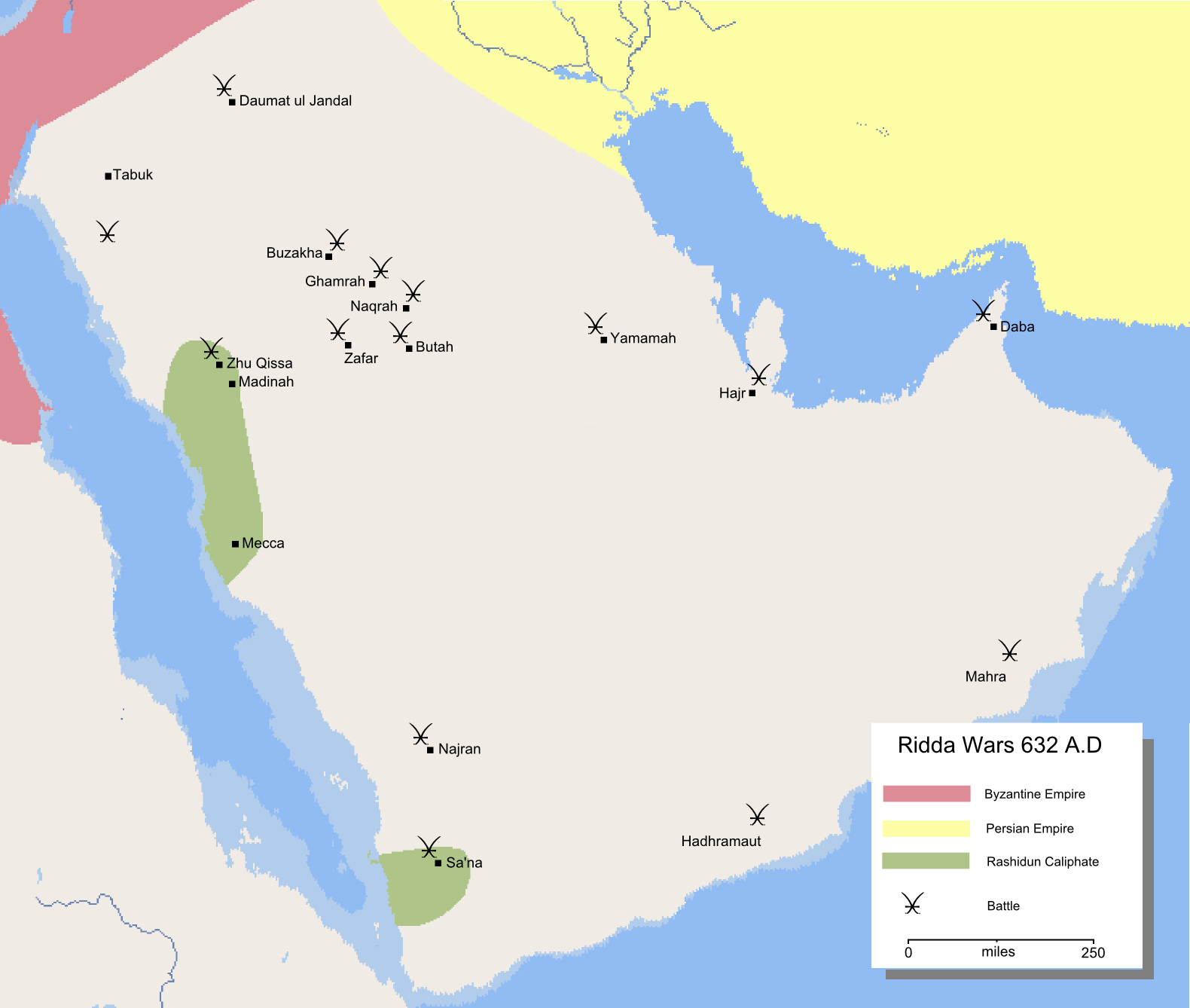
Guerres de Ridda

## Dans le monde islamique

Apostasie dans les pays à prédominance musulmane en 2013.
Peine de mort
Prison, perte de la garde des enfants
Convertir un musulman est un crime